# NGC 4881
NGC 4881 ist eine elliptische Galaxie vom Hubble-Typ E im Sternbild Haar der Berenike, am Rand des Coma-Galaxienhaufens. Sie ist schätzungsweise 302 Millionen Lichtjahre von der Milchstraße entfernt
Sie ist eine typische Vertreterin elliptischer Galaxien. Ein typisches Merkmal ist ihr Massereichtum. Ihr Gasvorrat ist größtenteils erschöpft, mit der Folge, dass sich keine neuen Sterne mehr bilden. Um die Galaxie bewegen sich einige Kugelsternhaufen. NGC 4881 wurde am 22. April 1865 vom deutsch-dänischen Astronomen Heinrich Louis d’Arrest entdeckt.